# Жоржиньо (1968)
Жорже Луис да Коста Пиментел (10 октября 1968, Итаперусу, Бразилия), более известный как Жоржиньо — бразильский футболист, игрок в мини-футбол. Более всего известен своей игрой за сборную Бразилии по мини-футболу и выступлениями за московский клуб «ГКИ-Газпром».

## Биография
Долгое время Жоржиньо играл в бразильских клубах. Мировую известность ему принесло выступление на чемпионате мира 1992 года, где он продемонстрировал потрясающую игру, забил 2 мяча в финале против сборной США и был признан лучшим игроком всего турнира.
В 1998 году он перебрался в российский чемпионат, подписав контракт с московским клубом «ГКИ-Газпром». Жоржиньо стал одним из первых бразильцев в российском мини-футболе. Будучи при этом ещё и чемпионом мира, он вскоре стал одной из главных звёзд российского первенства. Бразилец оправдывал этот статус и своей игрой. В сезоне 1999/00 он стал лучшим бомбардиром чемпионата и был признан лучшим его игроком. Затем он выиграл и первые трофеи с «газовиками»: Кубок России в 2000 году и Суперкубок России в 2001 году.
В конце 2001 года «ГКИ-Газпром» начал испытывать финансовые проблемы (вскоре клуб прекратил существование), в результате которых Жоржиньо покинул клуб. Вскоре он подписал контракт с екатеринбургским клубом «ВИЗ-Синара», став одним из немногих бразильских легионеров в его истории. Однако в Екатеринбурге он поиграл совсем немного и по окончании сезона 2001/02 вернулся в Бразилию. В начале 2004 года Жоржиньо вернулся в Россию, играл за «Норильский никель» и «Спартак», однако свой прежний уровень уже не демонстрировал и вскоре завершил карьеру.

## Достижения
- Чемпион мира по мини-футболу 1992
- Обладатель Кубка России по мини-футболу 2000
- Обладатель Суперкубка России по мини-футболу 2001

Личные:
- Лучший игрок чемпионата мира по мини-футболу 1992
- Лучший игрок чемпионата России по мини-футболу 1999/00
- Лучший бомбардир чемпионата России по мини-футболу 1999/00